# ミュージックトゥナイト 歌は今宵も
『ミュージックトゥナイト 歌は今宵も』（ミュージックトゥナイト うたはこよいも）は、1972年4月7日から同年9月29日までTBS系列局で放送されていたTBS製作の音楽番組・情報番組である。カルピス食品工業（現・カルピス）の一社提供。放送時間は毎週金曜 20:00 - 20:56 （日本標準時、一部の系列局を除く）。
クラシック音楽やフラメンコやポップスなどをアレンジし、幅広い情報の音楽を伝えていた。司会は山村聡と仁科明子（後の仁科亜季子）が務めていた。